# Tiếng Leco
Tiếng Leco, cũng được viết là Leko, là một ngôn ngữ tách biệt từng được nghĩ đã biến mất từ lâu nhưng thực ra hiện nay vẫn được nói bởi khoảng 20–40 người ở các vùng phía đông của hồ Titicaca, Bolivia. Số người biết tiếng Leco vào khoảng 80.

## Khía cạnh lịch sử, xã hội và văn hóa

### Lịch sử
Cùng với một số danh sách ngắn về từ ngữ, những tài liệu chính về Leco được biết đến là những giáo lý Thiên Chúa giáo tập hợp bởi nhà truyền đạo Andrés Herrero vào đầu thế kỷ thứ 19. Tập giáo lý đó được xuất bản năm 1905 bởi Lafone Quevedo, người dùng nó như một nguồn để miêu tả ngữ pháp của ngôn ngữ này. Công trình đó dường như là tài liệu duy nhất về tiếng Leco, cho đến khi nhà ngôn ngữ học Simon van de Kerke (1994) tiếp cận với một vài người dân bản địa và tập hợp một số ghi chú khác bổ sung cho bản phân tích của Quevedo.

### Sử dụng và mô tả
Theo Grimes (1988), tiếng Leco được phân loại là một ngôn ngữ biệt lập và được xem như đã tuyệt chủng. Tuy nhiên, Montaño Aragón (1987) tìm thấy một vài người nói tiếng này ở vùng Atén và Apolo, La Paz, tại tỉnh Franz Tamayo thuộc khu vực La Paz của Bolivia, dọc theo sông Mapiri tại tỉnh Larecaja (tọa lạc cũng tại khu La Paz).
Một vài người dân bản địa được tiếp xúc bởi van de Kerke (1994–97), phần lớn là đàn ông, lớn hơn 50 tuổi và đã không dùng ngôn ngữ này một thời gian lâu. Van de Kerke ghi chú rằng những người này có vẻ như không thể thực hiện một cuộc nói chuyện rành mạch bằng tiếng Leco được.

## Mô tả

### Âm vị học
Về âm vị học, theo van de Kerke, 2009: 289–291, tiếng Leco có hệ thống các âm vị phụ âm sau:
|                |               | Phụ âm đôi môi | Phụ âm răng | Phụ âm chân răng | Phụ âm vòm | Phụ âm vòm mềm | Phụ âm thanh hầu |
| -------------- | ------------- | -------------- | ----------- | ---------------- | ---------- | -------------- | ---------------- |
| Phụ âm tắc     | Đơn giản      | p / b          | t / d       |                  |            | k              |                  |
| Phụ âm tắc     | Bật hơi       | ph             | th          |                  |            | kh             |                  |
| Phụ âm tắc     | tống xuất     | p'             | t'          |                  |            | k'             |                  |
| Phụ âm tắc xát | Đơn giản      |                |             | ts               | ch         |                |                  |
| Phụ âm tắc xát | tống xuất     |                |             |                  | ch'        |                |                  |
| Phụ âm xát     | Phụ âm xát    |                |             | s / z            |            |                | h                |
| Phụ âm mũi     | Phụ âm mũi    | m              | n           |                  | ng         |                |                  |
| Phụ âm cạnh    | Phụ âm cạnh   |                | l           |                  |            |                |                  |
| Phụ âm r       | Phụ âm r      |                | r           |                  |            |                |                  |
| Bán nguyên âm  | Bán nguyên âm | w              |             |                  | y          |                |                  |

Song song đó, Leco có 6 âm vị nguyên âm: /a/, /e/, /i/, /o/, /u/ và /è/.

### Từ vựng và từ loại
Về mặt từ vựng và từ loại, theo van de Kerke, 2009: 293–297, Leco có các đặc điểm sau
- Leco có bốn từ loại chính: danh từ, tính từ, động từ và trợ động từ. Song song đó, Leco còn có những từ loại phụ: tên người, đại từ nhân xưng, đại từ hỏi, số đếm, đại từ interrogative.v.v..
- Các danh từ được biến tố theo số và cách. Một vài danh từ trong Leco là won 'nhà' và phose 'con gái'.
- Về đại từ, Leco có bốn loại: đại từ nhân xưng, như era 'tôi', iya 'bạn (số ít)', kibi 'anh ấy/cô ấy'; đại từ chỉ định, như hoo 'đây, gần người nói', on 'đó, gần vật chỉ tới' và hino 'đó, xa người nói và vật chỉ tới'; đại từ hỏi như ha 'ai', u 'cái gì', nora 'ở đâu'; đại từ không xác định, thể hiện sự lưỡng lự, hồ nghi, được tạo thành từ đại từ hỏi cộng với hậu tố -as 'also' và -ka 'como'.
- Leco có một lượng lớn từ vị tính từ, miêu tả tính chất của vật thể. Ví dụ như suma nhỏl'.
- Leco có một hệ thống số đếm, gồm những từ sau: her 'một', too 'hai', chai 'ba', dirai 'bốn', bercha 'năm', berphahmo 'sáu', toiphahmo 'bảy', ch'aiphahmo 'tám', beepila 'chín', và beriki 'mười'. Các số từ sáu đến tám theo hệ cơ số 5, như trong Aymara: 6 = 5 + 1.v.v...
- Leco có số lượng hạn chế các từ vị trợ động từ, ví dụ: kumte 'trễ', ch'eka 'hôm qua', china 'rất'. Thêm nữa, nó có một nhóm từ đứng sau, miêu tả vị trí và có thể kết hợp dễ dàng với từ tạo thì, ví dụ apor 'gần', haz 'dưới'.
- Về động từ, những từ này được biến tố bằng cách nhận hậu tố tùy theo thời gian và người. Bên cạnh trợ động từ neck và kach, Leco có nội động từ, ngoại động từ và ngoại động từ đôi. Một đặc điểm tiêu biểu của ngôn ngữ này là nó quan tâm nhiều đến vị trí của vật thể, ví dụ như, trong các động từ sau, luôn kết hợp với một danh từ chỉ vị trí với trợ động từ kach 'được/đang': chelkach 'được đặt phân nửa qua một vật', lewakach 'đang treo', chakach 'đang ngồi', etc.

### Hình thái học
Về mặt hình thái học, theo van de Kerke, 2009: 297–313, Leco có các đặc điểm sau:
- Leco là một ngôn ngữ chắp dính, dùng phổ biến hậu tố
- Về hình thái học danh từ, danh từ được biến tố dựa trên số, số nhiều thì thêm hậu tố -aya, như trong choswai-tha-aya [cô gái-DIM-PL] 'cô gái nhỏ', và cách, như trong ví dụ cách sở hữu -moki, dùng với những từ như kuchi trong yo-moki kuchi [1SG-GEN]; tặng cách -(i)ki, diễn tả một hướng hoặc mục đích, như trong ví dụ (1); cách vị trí -ra hay -te, diễn tả một vị trí hoặc một hướng, như trong ví dụ (2); cách công cụ -rep / -bet, diễn tả nguồn gốc, như trong ví dụ (3).v.v...

| (1) | seneng-ki                  | hu-ku-ate     | dulsi |
|     | all-DAT                    | 3PL-dar-PAS.1 | candy |
|     | ‘Đến mọi người tôi đưa kẹo |               |       |

| (2) | u                                                            | trabajo-ra | chera | abon-da-no-ne    | lamka-sich-ne |
|     | what                                                         | work-LOC   | we    | find-FUT-NML-INT | work-INF-TOP  |
|     | ‘Trong nào công việc chúng ta sẽ tìm việc (trong thị trấn)?’ |            |       |                  |               |

| (3) | lilwo                                        | ubus-no-te       | lal-rep/lal wara-rep         |
|     | grasshopper                                  | come out-NML-DCL | earth-ABL/earth interior-ABL |
|     | ‘Con cào cào nhảy ra khỏi đất / lên từ đất.’ |                  |                              |

- Danh từ có thể được kết hợp, hơn nữa, với một nhóm các hậu tố derivative, như trong ví dụ từ giảm nhẹ -tha, có thể được kết hợp với danh từ, như trong từ won-tha [nhà-DIM] 'nhà nhỏ', cũng có thể được kết hợp với tính từ, như trong ví dụ (4). Một hậu tố derivative khác có thể ảnh hưởng tới danh từ là 'từ định ranh' -beka, diễn tả ý 'không thêm nữa', 'chỉ', như trong ví dụ (5). Leco có hậu tố deverbative derivative (giúp chuyển danh từ từ động từ), như trong ví dụ từ nguyên thể hóa -sich trong (6), giúp lấy một dạng nguyên thể từ động từ để tạo thành chủ ngữ của công; và agentive -no, giúp tạo những danh từ thể hiện một agentive, như trong lamas-no [work-AG] 'người làm việc'.

| (4) | wesra                | nos-tha-te  |
|     | Guanay               | far-DIM-DCL |
|     | ‘Guanay thì hơi xa.’ |             |

| (5) | yo-phos-beka                        | ho-ra    | t’e-no-te    |
|     | 1SG-daughter-DEL                    | this-LOC | live-NML-DCL |
|     | ‘Tôi con gái không còn sống ở đây.’ |          |              |

| (6) | lamka-sich                     | yu-gustas-in-te    |
|     | work-INF                       | 1.O-please-NEG-DCL |
|     | ‘Làm việc không thỏa mãn tôi.’ |                    |

- Về hình thái học động từ, động từ có biến tố theo người, được tạo bằng các hậu tố diễn tả người trong chủ ngữ và tiền tố diễn tả vật, như trong ví dụ (7).

| (7) | ya-ache-ki                                                   | yo-moki | aycha | yin-k’o-a-ka-te      |
|     | 1SG-father-GEN                                               | 1SG-GEN | meat  | 1.BEN-eat-PF-AUX-DCL |
|     | ‘Tôi bố đã ăn thịt cho tôi’ (Tôi không thể ăn thêm được nữa) |         |       |                      |

- Như ở hình 2, bên cạnh biến tố theo người, động từ trong Leco còn có thể được kết hợp với một chuyển những biến tố hậu tố (diễn tả, ví du như, một sự khác biệt về thể). Ví dụ (8) cho thây việc sử dụng hậu tố indirect knowledge (CID) -mono, kết hợp với động từ moch 'say'

| Động từ nguyên | PROG | NEG | NML/N/ADJ | PL   | CID   | AUX | PAS   | DCL/INT | Person  |
|                |      |     |           |      |       |     |       |         | -o      |
|                |      |     | Adj/N     |      |       |     |       | -t      | -m/-n   |
|                |      |     |           | -aya | -mono | -ka | -taah |         |         |
| V              | -cha | -in | -no       |      |       |     |       | -ne     | -am/-an |
|                |      | -ir | -a        |      |       |     |       |         | -no(h)  |
|                |      |     | -ich      |      |       |     |       |         | -s      |

| (8) | era                                                       | fuerza-hote-to:    | ya-ache-ki-ka       | mo-no-mono-taah-te  |
|     | I                                                         | strength-POS-PRS.1 | 1SG-father-GEN-COMP | say-NML-CID-PAS-DCL |
|     | ‘Được biết rằng anh ta nói "Tôi có sức mạnh như tôi ba".’ |                    |                     |                     |

- Về các thể loại tâm trạng, Leco dùng những hậu tố như kama 'sức mạnh' --bibi ' bên cạnh một số từ khác, để diễn tả một sự kiện có thể xảy ra, như trong ví dụ (9). Bên cạnh đó Leco có hai dạng mệnh lệnh của ngôi thứ hai, dạng đầu chỉ hướng về một người còn dạng kia hướng về nhiều người, như ở (10a) và (10b).

| (9) | chika                                            | es-cha-no-te     | lamkas-in-kama-te-am   |
|     | very                                             | rain-PRS-NML-DCL | work-NEG-work-DCL-PL.1 |
|     | ‘Nó đang mưa nặng; chúng ta không thể làm việc.’ |                  |                        |

| (10a) | iya            | ta           | bal-a     |
|       | you (singular) | maize (corn) | plant-IMP |
|       | ‘Trồng ngô!’   |              |           |

| (10b) | heka           | ta           | bal-noku     |
|       | you (singular) | maize (corn) | plant-IMP.PL |
|       | ‘Trồng ngô!’   |              |              |